# 顶草峙岛
顶草峙岛是中国浙江省苍南县东部沿海诸岛之一。

## 历史沿革
曾名顶草屿，《浙江省海域地名录》（1988）、《中国海域地名志》（1989）、《浙江海岛志》（1998）和《全国海岛名称与代码》 （HY/T 119-2008）均称为顶草屿。2010年浙江省人民政府公布的第一批无居民海岛名称称为顶草峙岛。因岛顶部多长茅，故名。

## 地理
顶草峙岛位于温州市苍南县孝屿东南侧，距孝屿10米，西与苍南县马站镇荷包田村东岸相距1.20千米，距大陆最近点1.09千米。陆域面积0.5513平方千米，岸线长度4.04千米，最高点高程103.3米。出露岩石为上侏罗统高坞组熔结凝灰岩，土壤有棕黄泥沙土和黏土2个土种,植被有马尾松林、黑松林、白茅草丛和旱地作物。岛上有灯塔1座，油库1个，简易码头1座。